# Fond boje s korupcí
Fond boje s korupcí (rusky Фонд борьбы с коррупцией, ФБК; Fond borby s korrupcijej, FBK) je ruská nezisková organizace, jejímž cílem je odhalování korupce mezi vysoce postavenými vládními činiteli v Rusku. V roce 2011 ji v Moskvě založil ruský opozičník Alexej Navalnyj.
V roce 2021 začaly ruské úřady stupňovat na organizaci tlak. V řadě ruských měst proběhla vlna razií a zatýkání příznivců FBK. Fond bude zřejmě brzy prohlášen za extremistickou organizaci.
Dne 11. července 2022 Navalnyj oznámil obnovení FBK jako mezinárodní organizace s poradním výborem zahrnujícím jeho manželku Juliju Navalnou, Guye Verhofstadta, Anne Applebaum a Francise Fukuyamu; Navalnyj také uvedl, že prvním příspěvkem do Anti-Corruption Foundation International bude Sacharovova cena (50 000 $), která mu byla udělena. Dne 1. června 2023 zařadilo ruské ministerstvo spravedlnosti na seznam nežádoucích organizací Mezinárodní nadaci pro boj proti korupci; dříve v prosinci 2022 byla ACF International prohlášena za „zahraničního agenta“.

## Investigativní aktivity
Fond ve svých zprávách a videích na Youtube mapuje majetky vysoce postavených politiků. Rozkrývá způsoby, jakými jich nabyli, či skryté podoby vlastnictví, kdy jsou majetky formálně napsané na jiné osoby či spřátelené firmy. Fond se ve svých reportážích věnoval mj. těmto politikům:
- Sergej Sobjanin, starosta Moskvy (2013)
- Vladimir Jakunin, podnikatel a bývalý prezident státní železniční společnosti RŽD (2013)
- Vjačeslav Fetisov, bývalý reprezentační hokejista, člen Rady federace (2013, 2015)
- Vladimir Žirinovskij, poslanec Státní dumy (2014)
- Arkadij Rotenberg a Boris Rotenberg, oligarchové a spolumajitelé stavební firmy SGM Group (2014)
- Jurij Čajka, ministr spravedlnosti a generální prokurátor (2015)
- Dmitrij Peskov, mluvčí prezidenta Putina (2015, 2017)
- Roman Abramovič, podnikatel a bývalý gubernátor Čukotky (2015)
- Gennadij Timčenko, podnikatel v plynárenství, dopravě a stavebnictví (2015)
- Noční vlci, ruský motorkářský klub, aktivní podporovatel prezidenta Putina (2015)
- Sergej Šojgu, ministr obrany (2015)
- Dmitrij Medveděv, bývalý prezident a premiér (2016, 2017, 2019, 2020)
- Jevgenij Prigožin, majitel sítě restaurací přezdívaný „Putinův šéfkuchař“, na seznamu nejhledanějších zločinců FBI (2016)
- Dmitrij Rogozin, ředitel kosmické agentury Roskosmos, bývalý velvyslanec při NATO (2016, 2019, 2021)
- Viktor Zolotov, velitel ruské Národní gardy, bývalý Putinův bodyguard (2016)
- Vladimir Solovjov, novinář a propagandista (2017, 2019)
- Vjačeslav Volodin, předseda Státní dumy (2018, 2021)
- Anton Siluanov, ministr financí (2019)
- Vladimir Medinskij, ministr kultury (2019)
- Alexandr Beglov, starosta Petrohradu (2019)
- Michail Mišustin, předseda vlády (2020)
- Margarita Simonjanová, novinářka a manažerka oficiálních prokremelských médií (2020)
- Rustam Minnichanov, prezident Tatarstánu (2020)
- Olga Skabejevová, novinářka a propagandistka (2021)
- Alexandr Jevstifejev, gubernátor Marijska (2021), odhalení zahrnovalo také jeho majetek v Česká republice[5]
- Valentina Těreškovová, politička a bývalá kosmonautka (2021)
- Vladimir Resin, politik, zástupce starosty Moskvy (2021), odhalení zahrnovalo také jeho majetek v Česká republice[6]
- Sergej Lavrov, ministr zahraničí (2021)
- Alexandr Borodaj, bývalý premiér Doněcké lidové republiky (2021)
- Vladimir Putin, ruský prezident, podle fondu de facto vlastní Putinův palác (2021, 2022)
- Valerij Gergijev, dirigent (2022)
- Alexey Miller, předsedou představenstva Gazpromu (2022)
- Ljudmila Očeretná, bývalá manželka Vladimira Putina (2022)
- Sergej Surovikin, generál (2022)
- Jelena Isinbajevová, sportovní funkcionářka a bývalá atletka (2023)